# Ben Caplan
Ben Caplan (ur. w 1986 w Hamilton) – kanadyjski muzyk folkowy pochodzący z Halifax. Poza występami solowymi, koncertuje ze swoim zespołem pod nazwą Ben Caplan&The Casual Smokers. Jego pierwszy album studyjny – In the Time of the Great Remebering – został wydany 20 października 2011 roku. Kolejny album – Birds With Broken Wings – wydano 18 września 2015.

## Kariera

### Wczesne lata
Ben Caplan urodził się 4 czerwca 1986 roku w Hamilton. Swoją przygodę z muzyką rozpoczął w wieku 13 lat od tworzenia jej w gronie bliskich znajomych. Mimo że studiował na University of King’s College, zdecydował się poświęcić swoje życie karierze artystycznej.

### Kariera artystyczna
Przygotowania do wydania pierwszego albumu (2009) oraz regularne koncerty rozpoczął w 2006 roku. W 2011 roku odbył trasę koncertową po Kanadzie, dał również kilka koncertów w Europie.
Od kwietnia do lipca 2013 roku Ben Caplan koncertował m.in. w Australii, Holandii, Niemczech, Szwajcarii, Polsce, Norwegii oraz Wielkiej Brytanii, gdzie wystąpił na prestiżowym Glastonbury Festival.
W 2015 roku odbył pierwszą trasę koncertową po USA, dając popis swoich umiejętności m.in. podczas festiwalu South by Southwest.
W 2016 roku, wraz ze swoim zespołem, ma zaplanowane 3 koncerty w Polsce – 2 października w Warszawie, 21 października w Poznaniu oraz 22 października we Wrocławiu.